# Aneurhynchus depressus
Aneurhynchus depressus är en stekelart som beskrevs av Wall 1971. Aneurhynchus depressus ingår i släktet Aneurhynchus, och familjen hyllhornsteklar. Arten är reproducerande i Sverige.